# Dysphania ambrosioides
Espèce
Dysphania ambrosioides (autrefois nommée Chenopodium ambrosioides), en français Chénopode fausse-ambroisie ou Thé du Mexique, est une espèce de plantes à fleurs de la famille des Amaranthaceae et du genre Dysphania. C'est une herbacée annuelle ou vivace de courte durée, originaire d'Amérique. Elle a été naturalisée un peu partout dans le monde.
À cause de son utilisation en tant que vermifuge, elle est appelée "ansérine" ou " herbe à puces" en Nouvelle-Calédonie.

## Taxonomie
Le genre Dysphania a été utilisé dans les années 1930 pour certaines espèces endémiques d'Australie. Bien qu'on l'admette aujourd'hui dans la famille des Chenopodiaceae, il a parfois été classé parmi les Amaranthaceae, les Dysphaniaceae ou les Illicebraceae. L'affinité étroite de Dysphania avec des espèces glanduleuses de Chenopodium sensu lato est maintenant évidente.
L'espèce a été initialement classée dans le genre Chenopodium sous le basionyme Chenopodium ambrosioides par le naturaliste suédois Carl von Linné en 1753. Elle est déplacée dans le genre Dysphania par Sergei Leonidovich Mosyakin et Steven Earl Clemants en 2002.

### Noms vulgaires et vernaculaires
Ce taxon porte en français les noms vernaculaires ou normalisés suivants : Ambroisie du Mexique, Ambroisine, Ambrosine, Chénopode fausse-ambroisie,,, Chénopode ambroisine, Chénopode fausse-armoise, Chénopode vermifuge, Herbe-aux-vers,, Herbe à vers, Herbe amère, Semen-contra, Semencine, Thé de Silésie, Thé des Jésuites, Thé du Mexique,,, Thé vert.
On l'appelle également Fausse ambroisie, Ansérin, ou Épazote en français, M'khinza au Maroc, wormseed, Jesuit's tea, Mexican-tea en anglais. payqu (paico), epazote, ou herba sancti Mariæ en espagnol. En Guyane, elle porte les noms de Simin contra (simenkontral) ou Poudre aux vers (lapoudovè) en créole guyanais, a'a poã en wayãpi, kawi βey en palikur, erva-de-mastruz, erva-de-Santa-Maria et erva-de-formigueira en brésilien, et aussi en créole Zèb a vè.

### Synonymes
Dysphania ambrosioides a pour synonymes :
- Agathophytum ambrosioides (L.) Peterm.
- Ambrina ambrosioides (L.) Spach
- Ambrina parvula Phil.
- Ambrina spathulata Moq.
- Atriplex ambrosioides (L.) Crantz
- Blitum ambrosioides (L.) Beck
- Botrys ambrosioides (L.) Nieuwl.
- Chenopodium amboanum (Murr) Aellen
- Chenopodium ambrosioides L.
- Chenopodium ambrosioides f. angustifolium (Pav. ex Moq.) Aellen
- Chenopodium ambrosioides var. angustifolium Sieber ex Moq.
- Chenopodium ambrosioides var. costei Aellen
- Chenopodium ambrosioides f. dentatum (Fenzl) Aellen
- Chenopodium ambrosioides var. dentatum Fenzl
- Chenopodium ambrosioides subsp. euambrosioides Aellen
- Chenopodium ambrosioides f. genuinum Aellen
- Chenopodium ambrosioides var. genuinum Willk.
- Chenopodium ambrosioides f. integrifolium (Fenzl) Aellen
- Chenopodium ambrosioides var. integrifolium Fenzl
- Chenopodium ambrosioides f. minus (Murr) Aellen
- Chenopodium ambrosioides f. normale Aellen
- Chenopodium ambrosioides f. pinnatifidum (Willk.) Aellen
- Chenopodium ambrosioides subsp. pinnatifidum Asch. & Graebn.
- Chenopodium ambrosioides var. pinnatifidum Willk.
- Chenopodium ambrosioides var. querciforme (Murr) Aellen
- Chenopodium ambrosioides f. rotundatum Aellen
- Chenopodium ambrosioides f. spathulatum (Moq.) Aellen
- Chenopodium ambrosioides subsp. suffruticosum (Willd.) Thell.
- Chenopodium ambrosioides var. suffruticosum (Willd.) Graebn.
- Chenopodium ambrosioides var. suffruticosum (Willd.) Aellen
- Chenopodium ambrosioides var. typicum Speg.
- Chenopodium angustifolium Pav. ex Moq.
- Chenopodium anthelminticum var. glabratum Fenzl
- Chenopodium anthelminticum var. hastatum Moq.
- Chenopodium anthelminticum var. subhirsutum Fenzl
- Chenopodium citriodorum Steud.
- Chenopodium cuneifolium Vent. ex Moq.
- Chenopodium integrifolium Vorosch.
- Chenopodium querciforme Murr
- Chenopodium querciforme var. minus Murr
- Chenopodium sancta-maria Vell.
- Chenopodium spathulatum (Moq.) Sieber ex Moq.
- Chenopodium spathulatum var. platyphyllum Moq.
- Chenopodium suffruticosum Willd.
- Chenopodium suffruticosum subsp. remotum Vorosch.
- Chenopodium variegatum Gouan
- Dysphania ambrosioides var. integrifolia (Vorosch.) Schwarzová & Mered'a
- Neobotrydium ambrosioides (L.) M.L.Zhang & G.L.Chu
- Orthosporum ambrosioides (L.) Kostel.
- Orthosporum suffruticosum Kostel.
- Roubieva querciformis (Murr) G.L.Chu
- Teloxys ambrosioides (L.) W.A.Weber
- Vulvaria ambrosioides (L.) Bubani

### Liste des taxons de rang inférieur
Liste des variétés selon GBIF (19 mai 2021) :
- Chenopodium ambrosioides var. chilensis Speg., 1902
- Dysphania ambrosioides var. ambrosioides
- Dysphania ambrosioides var. integrifolia (Vorosch.) Schwarzová & Mered'a

## Description

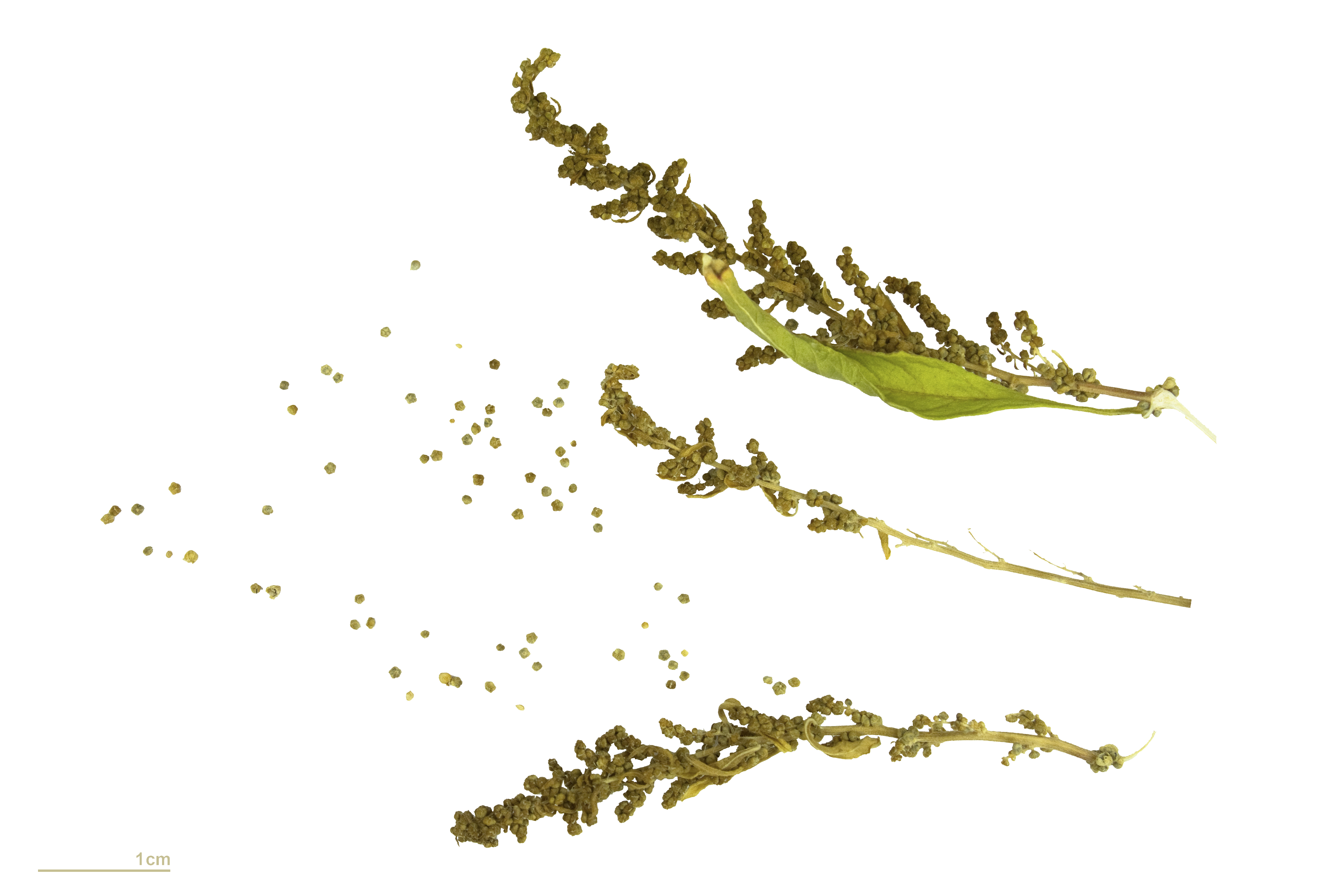
Dysphania ambrosioides - Muséum d'histoire naturelle de Toulouse

C'est une plante annuelle ou vivace de 30 à 80 cm, pubérulente ou presque glabre, à odeur pénétrante et agréable, sans rameaux stériles à la base. Sa tige est dressée, anguleuse, rameuse, aux feuilles courtement pétiolées, oblongues et lancéolées, sinuées-dentées ou presque entières.
Les glomérules sont verdâtres, en panicule longue et étroite, feuillée, à rameaux dressés-étalés. Le périanthe cache le fruit, à lobes non carénés. La graine est très petite, horizontale, luisante, à bord obtus.

## Plante envahissante
Elle est cultivée depuis la préhistoire dans sa région d'origine (Amérique centrale et du Sud), et plus récemment dans les régions tempérées chaudes à subtropicales d'Europe et des États-Unis (Missouri, de la Nouvelle-Angleterre, Est des États-Unis), parfois devenir envahissantes de mauvaises herbes.
Elle présente un comportement envahissant avec des impacts économiques et environnementaux dans de nombreuses régions du monde (Cambodge, Hong Kong, Corée du Sud, Philippines, Taïwan, Vietnam, île Maurice, Namibie, Afrique du Sud, Hawaï, Chili, Galapagos, Croatie, Grèce, Sardaigne, Espagne, Australie, Fidji, Polynésie française, Nouvelle-Calédonie, île Norfolk, Papouasie-Nouvelle-Guinée).

## Utilisations

### Culinaires
Dysphania ambrosioides est utilisé comme légume-feuille, pour la confection de tisanes ou comme épice pour sa saveur piquante. Frais, il développe une forte saveur résineuse, âcre, difficile à décrire, évoquant l'origan, l'anis vert, le fenouil, ou l'estragon. On compare souvent son parfum à l'essence de térébenthine, au créosote, aux agrumes, à la sarriette ou à la menthe.
Bien qu'il soit traditionnellement utilisé avec les haricots noirs en raison de sa saveur et de ses propriétés carminatives supposées (réduction de ballonnements), il est aussi parfois utilisé pour assaisonner d'autres plats traditionnels mexicains : quesadillas, sopes (particulièrement ceux à base de huitlacoche), soupes, mole de olla, tamales au fromage et au piment, chilaquiles, œufs et pommes de terre et les enchiladas. Il est souvent utilisé pour parfumer le riz frit blanc. C'est un ingrédient important de la sauce verte (salsa verde) accompagnant les chilaquiles.
Même si cette plante est profondément ancrée dans les recettes traditionnelles, il est fortement recommandé de n'utiliser dans la cuisine que les feuilles, et ce avec beaucoup de parcimonie

### Médicinales
Dysphania ambrosioides est connue pour ses propriétés vermifuges, antispasmodiques, stomachiques, et carminatives.
Au début des années 1900, Dysphania ambrosioides a été utilisé comme un anthelminthique à traiter les ascaris et les ankylostomes chez les humains, les chats, les chiens, les chevaux et les porcs[réf. nécessaire]. Il s'agissait généralement d'huile de chénopode. On l'a parfois appelée « Baltimore Oil », en raison de la grande usine de production de Baltimore dans le Maryland qui s'est spécialisée dans l'extraction de cette huile. Le chénopode a été remplacé par d'autres anthelminthiques, plus efficaces et moins toxiques dans les années 1940.
On prétend que Dysphania ambrosioides permet d'éviter les flatulences. Il a également été utilisé pour les cas d'aménorrhée, de dysménorrhée, de paludisme, de chorée, les diagnostics d'hystérie (aujourd'hui discrédités), de catarrhe, et d'asthme.
Au Honduras, ainsi que dans d'autres pays d'Amérique latine, on consomme la plante entière ou les feuilles broyées mélangées à de l'eau pour traiter les infections chez les humains. Dans quelques régions d'Amérique latine, la plante est aussi utilisée pour traiter les infections parasitaires du bétail.
Dysphania ambrosioides est principalement utilisée comme vermifuge traditionnel par les populations sud-américaines et maintenant aussi en Afrique et en Chine.
Dans les pharmacopées traditionnelles guyanaise, les Créoles emploie Dysphania ambrosioides en infusion vermifuge et antigrippale chez les enfants, tandis que les adultes l'utilisent macérée dans le rhum. les Wayãpi la consomment en décoction très chaude contre les maux d'estomac et les hémorragies internes liés à une chute. Les Palikur la préparent en décoction salée vermifuge, ou en tisane pour « purifier le sang. »

#### Toxicité
Sa consommation en général serait à éviter pour les enfants en bas âge et les femmes enceintes.
Des surdoses d'huile essentielle ont causé des symptômes comprenant des gastro-entérite sévère avec douleurs, des vomissements et de la diarrhée. On a parfois constaté des décès chez l'homme (attribués à l'ascaridole).

### Agricole
Les huiles essentielles de Dysphania ambrosioides contiennent des terpènes composés, dont certains présentent des propriétés pesticides naturelles. Le composé ascaridole produit par Dysphania ambrosioides inhibe la croissance des plantes poussant aux alentours, de sorte qu'il serait préférable de reléguer cette plante à distance des autres cultures du jardin.
Néanmoins, Dysphania ambrosioides produit également des substances volatiles qui masquent l'odeur des autres plantes cultivées et ainsi les protègent partiellement de certains insectes pathogènes, ce qui en fait un partenaire intéressant pour les cultures associées. Ses petites fleurs peuvent également attirer des auxiliaire des cultures (guêpes et mouches prédatrices).

## Composition chimique
Certains de ses composés chimiques extraits de Dysphania ambrosioides ont montré des activités contre certaines lignées de cellules cancéreuses en laboratoire, mais il a aussi été signalé comme hautement cancérigène chez le rat. Un groupe nigérian a cependant conclu, en 2007, que les extraits de Dysphania ambrosioides ne sont ni mutagène ni cytotoxiques.
Merriam-Webster définit l'huile de Dysphania ambrosioides comme « a colorless or pale yellow toxic essential oil of unpleasant odor and taste, ... formerly used as an anthelmintic » (« une huile essentielle toxique incolore ou jaune pâle à l'odeur et au goût désagréable, ... autrefois utilisé comme un anthelminthique »).
L'huile essentielle de Dysphania ambrosioides contient jusqu'à 70% d'ascaridole, du limonène, du p-Cymène, et de plus petites quantités de nombreux autres monoterpènes et dérivés monoterpèniques (α-pinène, myrcène, terpinène, thymol, camphre, trans-isocarveol). L'Ascaridole (1,4-peroxido-p-menth-2-ène) est un composé plutôt rare parmi les épices ; une autre plante présentant des similitudes par sa composition en peroxydes monoterpèniques est le boldo. L'ascaridole est toxique, présente une saveur piquante peu agréable et est un explosif sensibles aux chocs à l'état pur. Le taux d'ascaridole serait plus faible dans les plantes de Dysphania ambrosioides du Mexique, que dans plantes cultivés en Europe ou en Asie.